# РК Горење Велење
РК Горење Велење (енгл. Gorenje Velenje Handball Club) словеначки је рукометни клуб из Велења основан 1958. године који се такмичи у Првој лиги Словеније. Своје утакмице играју у Црвеној дворани (словен. Рдеча дворана). Клуб је освојио пет шампионата Словеније, три титуле у купу Словеније и четири трофеја у суперкупу Словеније. Горење је такође учествовало у ЕХФ такмичењима много сезона, укључујући ЕХФ Лигу Европе, ЕХФ Куп победника купова и ЕХФ Лигу шампиона. Од сезоне 2021–22, Горење се такмичи у Првој лиги Словеније. Заједно са Цељем, једини су клуб који је учествовао у свакој сезони Прве лиге Словеније од њеног формирања 1991. године.
Клуб је у прошлости био познат као РК Шоштањ и ШРК Велење. 

## Успеси

### Домаћи
- Првенство Словеније
  -  (5): 2008/09, 2011/12, 2012/13, 2020/21, 2023/24.
  -  (13): 1993/94, 1995/96, 2003/04, 2004/05, 2006/07, 2009/10, 2010/11, 2013/14, 2014/15, 2015/16, 2016/17, 2018/19, 2022/23.
- Куп Словеније
  -  (3): 2002/03, 2018/19, 2021/22.
  -  (8): 1994/95, 1996/97, 1997/98, 2000/01, 2006/07, 2010/11, 2012/13, 2014/15.
- Суперкуп Словеније
  -  (4): 2009, 2011, 2012, 2022.
  -  (3): 2007, 2015, 2019.

### Међународни
- ЕХФ куп
  -  (1): 2008/09.

## Тренутни састав
Од сезоне 2021/22.
| Голмани (GK) - 12 Аљаж Верботен - 16 Аљаж Пантар - 32 Емир Талетовић Лева крила (LW) - 08 Ибрахим Хасељић - 11 Кенан Пајт Десна крила (RW) - 22 Нино Комар - 24 Тилен Соколич - 25 Матиц Вердинек Пивоти (P) - 17 Урбан Старц - 20 Јернеј Дробеж - 35 Бранко Предовић | Леви бек (LB) - 27 Петер Шишко - 33 Енеј Слатинек Јовичић - 34 Тарик Мливић Средњи бек (CB) - 09 Домен Тајник - 48 Матиц Равникар Десни бек (RB) - 11 Тарик Велић - 17 Давид Миклавчич - 17 Кристиан Ескерчић - 17 Тимотеј Грмшек |